# Demetri Cidoni
Demetri Cidoni (en llatí Demetrius Cydonius, en grec antic Δημητριος) fou un escriptor romà d'Orient que va viure a Cidònia (Κυδώνη) a Creta, però era nadiu de Tessalònica o de Constantinoble.
Va viure a la segona meitat del segle xiv. Va servir com a funcionari imperial. Quan l'emperador Joan VI Cantacuzè es va retirar a la vida monàstica el va seguir i els dos van entrar el 1355 al monestir de Sant Jordi de Màngana. Més tard va anar a Milà on es va dedicar a l'estudi del llatí i la teologia. Va morir en un monestir a Creta després del 1384 data en què per una carta a Manuel II Paleòleg se sap que encara era viu.
Va escriure gran nombre d'obres teològiques:
- Dues cartes dirigides a Nicèfor Gregoràs i a Filoteu.
- Monodia, és a dir "Lamentacions", sobre els que havien mort a Tessalònica durant uns aldarulls l'any 1343.
- Συμβουλευτικός, un discurs dirigit als grecs sobre com es podia evitar el perill turc.
- Sobre Cal·lípolis, on aconsellava als grecs que no es rendissin.
- Περι τοῦ καταφρονεῖν τόν Δανατόν
- Carta a Barlaam de Seminara sobre l'Esperit Sant
- Obra contra Gregori Palamàs
- Obra contra Planudes

També va traduir moltes obres del llatí al grec.